# Mad (Ne-Yo)
Mad è una canzone del cantante Ne-Yo, estratta come terzo singolo dall'album Year of the Gentleman.

## Video musicale
Il video musicale prodotto per Mad è stato diretto da Diane Martel e trasmesso per la prima volta da AOL il 25 novembre 2008. Il video, girato in bianco e nero, inizia con il cantante impegnato in una discussione con la fidanzata (interpretata da Faune Chambers). Dopo essersi lasciati, qualcuno viene investito da un'automobile nel tentativo di salvare un bambino. Alla fine del video viene rivelato che per tutta la durata del video a cantare era il fantasma del cantante, morto nell'incidente.

## Tracce
Promo - CD-Single Def Jam NYMADCDP1 (UMG)
1. Mad (Main) - 4:14

## Classifiche
| Classifica (2009)                    | Posizione più alta |
| ------------------------------------ | ------------------ |
| Australia                            | 82                 |
| Brasile                              | 1                  |
| Canada                               | 23                 |
| Europa                               | 60                 |
| Irlanda                              | 30                 |
| Giappone                             | 99                 |
| Italia                               | 58                 |
| Nuova Zelanda                        | 5                  |
| Svezia                               | 57                 |
| Regno Unito                          | 19                 |
| Regno Unito (R&B)                    | 3                  |
| Stati Uniti                          | 11                 |
| U.S. Billboard Hot R&B/Hip-Hop Songs | 5                  |
| U.S. Billboard Pop 100               | 13                 |